# 마시모 도나티
마시모 도나티(이탈리아어: Massimo Donati, 1981년 3월 26일 ~ )는 이탈리아의 전 축구 선수로, 현역 시절 포지션은 수비형 미드필더였다.

## 클럽 경력
당시 세리에 B 클럽이었던 아탈란타에서 클럽 경력을 시작했으며, 1999년 성인 클럽에 데뷔했다. 어린 나이에 AC 밀란에 이적했으나 자리를 잡지 못했고 이후 여러 클럽을 임대 신분으로 전전했다. 2007년 여름, 스코틀랜드 프리미어리그에 소속된 셀틱 FC로 이적해 주전으로 뛰었으며, UEFA 챔피언스리그 등 여러 대회에서 활약했다.
2009년 다시 세리에 A로 복귀해 당시 승격팀이었던 AS 바리로 팀을 옮겼다. 2011년 팀이 2년만에 강등되며 세리에 B로 이동했음에도 도나티는 잔류를 선택했으나, 이듬해 겨울 시장에서 팔레르모로 이적한다. 이적 후 얼마간은 주전으로 뛰다가, 12-13 시즌부터 다시 주전 경쟁에서 밀렸고, 결과적으로 팀이 세리에 B로 강등됨에 따라 엘라스 베로나 FC로 이적한다. 베로나에서 한 시즌을 치른 후, 2014년에 과거 소속팀이었던 FC 바리 1908로 이적했으며 두 시즌동안 머물렀다. 2016년 다시 스코틀랜드 프리미어리그로 넘어갔으며, 2018년까지 해밀턴 아카데미컬 FC에서 뛰었다.

## 수상 경력
셀틱
- 스코틀랜드 프리미어리그: 2007-08
- 스코틀랜드 리그 컵: 2008-09